# László Tamás
László Tamás (Budapest, 1950. október 29. –) politikus, korábbi országgyűlési képviselő 2006-2018 között, Budapest XV. kerülete polgármestere 2010–2014 között

## Életpályája
Okl. építészmérnök, városépítési, városgazdasági szakmérnök. Budapest III. kerületében volt műszaki osztályvezető, majd az Ybl Miklós Műszaki Főiskola Városgazdasági tanszékén dolgozott. A rendszerváltás után saját tervezőirodát nyitott. Lakó- és középületeket tervezett, többek között a Sapientia Szerzetesi Hittudományi Főiskola építészeti terveit, amely az egyik legnagyobb munkája.
2000-ben a XV. kerületbe, Pestújhelyre költözött. Civilként tíz alkalommal adta ki a XV. kerület - Rákospalota-Pestújhely-Újpalota Kalendáriumát, amelyben számos riport, cikk jelent meg a kerület mindennapjairól és ünnepeiről. Az első 10 kiadvány tartalomjegyzéke XV. Kerületi Polgári-Konzervatív Enciklopédia címmel 2023-ben jelent meg. Több könyvet írt: 2003-ban jelent meg A hétköznapi élet és az ünnepek visszafoglalása című könyve, amely a polgári körök számára kínál programokat. 2006-ban jelent meg a Koporsóig koporsótól - Bölcsőtől bölcsőig című ikerkönyve a magyarság demográfiai állapotáról, orvoslásának lehetőségéről. Közreműködött Böjte Csaba: A mi ügyünk című könyvének megírásában.2019-től kezdődően számos véleménycikket írt, melyek a Magyar Hírlapban jelentek meg. Ezekből Kereszténydemokrata jegyzetek címmel eddig két kötetet adott ki, a második kötet 2023-ban jelent meg. A XV. kerületről eddig 20 tematikus kötet szerkesztésében, kiadásában vállalt szerepet, az utolsó kötet 2023-ban, A Városmissziótól a Keresztúton át az Ömömútig címmel jelent meg.
2004 óta a Fidesz–MPSZ tagja, belépésével együtt XV. kerületi elnöknek is kinevezték. Mandátumot szerzett a 2006-os országgyűlési választás országos listáján. 2006. május 30-ától az ifjúsági, szociális és családügyi bizottság tagja. 2010-ben és 2014-ben egyéni körzetben megválasztott Fideszes országgyűlési képviselő lett.
2006-ban egyéniben XV. kerületi önkormányzati képviselő az újpalotai lakótelepen. 2010–2014-ig a XV. kerület polgármestere volt. A kerületet több milliárdos adóssággal vette át, az adósságkonszolidáció után rendbe tette a kerület gazdálkodását, utódának jelentős szabad pénzmaradvánnyal adta át a kerületet.
Polgármestersége alatt több, mint hatszor annyi fejlesztést hajtott végre, mint elődje három ciklus alatt. Elindította az újpalotai lakótelep komplex fejlesztését, lakóépületek, középületek és közterületek megújításával. Hozzá köthető a Zsókavár utcai orvosi rendelő, az ún. Spirálház szociális városközpontként való megújítása, az újpalotai piac felújításának megkezdése. Rákospalotán megmentette a Fő utcai bölcsőde épületét a lebontástól, korszerű bölcsődét létesítettek benne a homlokzat rehabilitációjával. Felújíttatta a Patyolat utcai óvodát, számos tér rehabilitációját hajtotta végre a Miénk a tér! pályázat keretében. Pestújhelyen a volt oroszkórház területét 100 %-ban önkormányzati tulajdonba vetette, a területre egy átfogó revitalizációs terv készült a közreműködésével. A rákospalotai Nagytemplom körül és a Pestújhelyi téren ún. emlékfasort telepített az itt élők neves személyiségek emléktábláival.
2007 óta Tata városfejlesztési tanácsadója. Részt vett a Magyary-terv elkészítésében, amely a város hosszútávú fejlesztési koncepcióját tartalmazza, ennek 3.0 változata jelenleg készül a szerkesztésében. 2018-2021 között a Miniszterelnökségen, 2022-ben az Építési és Közlekedési Minsiztériumban építészeti tanácsadó.  2019-ben újra elkezdett tanítani az Óbudai Egyetem Ybl Miklós Építéstudományi Karán, ahol Komplex tervezés kurzusokban vesz részt. Ennek keretében szerkesztője az Ökologikus lakhatás című kiadványnak. 2023-ban címzetes egyetemi docensi kinevezést kapott. 2019 óta a Magyar Közgazdasági Társaság Demográfiai Szakosztály elnökségi tagja. Fő szakterülete a lakhatás kérdésköre, kiemeltren a fiatalok első lakáshoz jutása. Ebben a kérdéskörben számos cikket, előadást jegyez.
Két gyermeke és kilenc unokája van.